# Tadas Papečkys
Tadas Papečkys (* 28. September 1978 in Marijampolė) ist ein ehemaliger litauischer Fußballspieler.

## Karriere
Papečkys begann seine Karriere beim FBK Kaunas. In seiner Debütsaison wurde der Verein Fünfter der Liga. Nach dem dritten Platz 1998/99 wechselte er 1999 leihweise zu VMFD Žalgiris Vilnius, mit welchen er in der Endtabelle den zweiten Platz erreichte, hinter seinem Stammklub Kaunas. Daraufhin kehrte er zurück und wurde 2000 und 2001 litauischer Meister, sowie 2001 auch Pokalsieger. 2002 wurde er nach Russland zu Anschi Machatschkala verliehen, den er aber nach einem absolvierten Pflichtspiel wieder verließ. Er blieb bis 2005 bei Kaunas, wo noch zwei weitere Meistertitel und ein Pokalsieg folgten. 2006 wechselte er zum FK Šilutė, mit welchen er Platz neun in Litauen erreichte.
2007 ging Papečkys abermals ins Ausland und unterschrieb beim FK Riga in Lettland. Er blieb nur ein halbes Jahr, ehe er nach Polen zu Górnik Zabrze wechselte. Danach spielte er noch bei Łódzki KS und im Herbst 2009 wieder bei Górnik (2. Mannschaft). Seit Januar 2010 steht der Litauer bei JK Kalev Sillamäe in Estland unter Vertrag. Nach drei weiteren Stationen in seiner Heimat Litauen beendete er dort 2017 seine aktive Karriere.
International spielte er insgesamt sieben Mal für Litauen, sein Debüt gab er 2005.

## Erfolge
- A Lyga: 2000, 2001, 2003, 2004
- Litauischer Pokalsieger: 2001, 2004
- Litauischer Supercupsieger: 2002, 2004